# 미분 리 대수
리 대수 이론에서, 미분 리 대수(微分Lie代數, 영어: derivation Lie algebra)는 어떤 쌍선형 이항 연산에 대한, 곱 규칙을 따르는 미분 연산들로 구성된 리 대수이다.:AⅢ.117, §Ⅲ.10.2:383, Chapter 16:190, §25 대략, 이 대수 구조의 무한소 자기 동형을 나타낸다.

## 정의
다음이 주어졌다고 하자.
- 가환환 {\displaystyle K}
- {\displaystyle K}-가군 {\displaystyle A_{0},A_{1}}. {\displaystyle A=A_{0}\oplus A_{1}}로 표기하자.
- {\displaystyle K}-가군 준동형 {\displaystyle (\cdot )\colon A\otimes _{K}A\to A}, {\displaystyle (a\otimes b)\mapsto a\cdot b}
- {\displaystyle \epsilon \in \{0,1\}}

그렇다면, {\displaystyle (A,\cdot )}의 {\displaystyle \epsilon }-미분은 다음과 같은 데이터로 주어진다.
- {\displaystyle d_{0}\colon A_{0}\to A_{1}}
- {\displaystyle d_{1}\colon A_{1}\to A_{0}}

편의상 {\displaystyle d=d_{0}\oplus d_{1}\colon A\to A}로 표기하자. 이는 다음 두 조건을 만족시켜야 한다.
{\displaystyle d(a\cdot b)=da\cdot b+a\cdot db\qquad \forall a\in A_{0},\;b\in A}
{\displaystyle d(a\cdot b)=da\cdot b+\epsilon a\cdot db\qquad \forall a\in A_{1},\;b\in A}
이는
{\displaystyle \deg a={\begin{cases}0&a\in A_{0}\\1&a\in A_{1}\end{cases}}\in \{0,1\}}
을 정의하면
{\displaystyle d(a\cdot b)=(da)\cdot b+(-)^{\epsilon \deg a}a\cdot db}
로 표기될 수 있다.
{\displaystyle (A,\cdot )} 위의 {\displaystyle \epsilon }-미분들의 집합을 {\displaystyle {\mathfrak {der}}_{\epsilon }(A)}로 표기하자. 그렇다면,
{\displaystyle {\mathfrak {der}}(a)={\mathfrak {der}}_{0}(A)\oplus {\mathfrak {der}}_{1}(A)}
위에 리 초괄호
{\displaystyle [d,d'\}=d\circ d'-(-)^{\epsilon \epsilon '}d'\circ d\qquad (d\in {\mathfrak {der}}_{\epsilon }(A),\;d'\in {\mathfrak {der}}_{\epsilon '}(A))}
을 정의하면, 이는 {\displaystyle K}-리 초대수를 이룬다. 이를 {\displaystyle (A,\cdot )}의 미분 리 초대수(영어: derivation Lie superalgebra)라고 한다.
물론, 만약 {\displaystyle A_{1}=0}일 때, 모든 등급을 잊을 수 있으며, 이 경우 {\displaystyle (A_{0},\cdot )}의 미분 리 대수(영어: derivation Lie algebra) {\displaystyle {\mathfrak {der}}(A_{0})}를 정의할 수 있다. 이는 {\displaystyle K}-리 대수이다.
리 대수 이론에서, 리 대수 미분(영어: derivation of a Lie algebra)은 리 대수 위의, 곱 규칙을 따르는 자기 선형 변환이다. 일종의 무한소 자기 동형을 나타낸다.
특히, 이 정의는 {\displaystyle (A,\cdot )}가 리 대수 또는 리 초대수일 때 적용될 수 있다.

## 성질

### 내부 미분
가환환 {\displaystyle K} 위의 리 대수 {\displaystyle {\mathfrak {g}}}의 임의의 원소 {\displaystyle x}에 대하여, 딸림표현
{\displaystyle \operatorname {ad} (x)\colon y\mapsto [x,y]}
은 (야코비 항등식에 의하여) 미분을 이룬다. 즉, 이는 리 대수 준동형
{\displaystyle \operatorname {ad} \colon {\mathfrak {g}}\to {\mathfrak {der}}({\mathfrak {g}})}
을 정의한다. 그 상 {\displaystyle {\mathfrak {inn}}({\mathfrak {g}})\subseteq {\mathfrak {der}}({\mathfrak {g}})}은 일반적으로 리 대수 아이디얼이 아니지만, 그 상에 대한 {\displaystyle K}-몫가군은 다음과 같은, 딸림표현 계수 1차 리 대수 코호몰로지로 주어진다. 
{\displaystyle {\frac {{\mathfrak {der}}({\mathfrak {g}})}{{\mathfrak {inn}}({\mathfrak {g}})}}=\operatorname {H} ^{1}({\mathfrak {g}};{\mathfrak {g}})}
표수 0의 체 {\displaystyle K} 위의 반단순 리 대수 {\displaystyle {\mathfrak {g}}} 위의 모든 미분은 내부 미분이며, 이 경우 중심 또한 자명하므로, 다음이 성립한다.
{\displaystyle {\mathfrak {g}}\cong {\mathfrak {der}}({\mathfrak {g}})}
반면, 표수 0의 체 위에서도, {\displaystyle {\mathfrak {g}}\cong {\mathfrak {der}}({\mathfrak {g}})}를 만족시키는 가해 리 대수 및 가해 리 대수도, 반단순 리 대수도 아닌 리 대수가 존재한다.:961, §1

### 리 대수 자기 동형
표수 0의 체 {\displaystyle K} 위의 리 대수 {\displaystyle {\mathfrak {g}}} 위의 미분 {\displaystyle d\colon {\mathfrak {g}}\to {\mathfrak {g}}}가 멱영원이라고 하자. 즉,
{\displaystyle \exists n\in \mathbb {N} \colon d^{n}=0\colon {\mathfrak {g}}\to {\mathfrak {g}}}
라고 하자.
그렇다면, 다음과 같은 지수 함수를 정의할 수 있다.
{\displaystyle \exp(d)=\sum _{n=0}^{\infty }{\frac {1}{n!}}d^{n}\colon {\mathfrak {g}}\to {\mathfrak {g}}}
이는 {\displaystyle {\mathfrak {g}}}의 리 대수 자기 동형 사상을 이룬다. 즉,
{\displaystyle [\exp(d)(x),\exp(d)(y)]=\exp(d)([x,y])}
가 성립한다.

## 같이 보기
- 켈러 미분